# Lista di asteroidi (704001-705000)
Di seguito una lista di asteroidi dal numero 704001  al 705000 con data di scoperta e scopritore.

## 704001–704100
| Nome   | Designazione provvisoria | Data di scoperta  | Scopritore                          |
| ------ | ------------------------ | ----------------- | ----------------------------------- |
| 704001 | 2007 WV65                | 20 novembre 2007  | CSS                                 |
| 704002 | 2007 WV66                | 18 gennaio 2013   | Spacewatch                          |
| 704003 | 2007 WZ66                | 2 febbraio 2009   | Spacewatch                          |
| 704004 | 2007 WJ67                | 17 novembre 2007  | Mount Lemmon Survey                 |
| 704005 | 2007 WP67                | 28 luglio 2015    | Pan-STARRS                          |
| 704006 | 2007 WR67                | 30 ottobre 2007   | Mount Lemmon Survey                 |
| 704007 | 2007 WC69                | 7 settembre 2011  | Spacewatch                          |
| 704008 | 2007 WL70                | 4 gennaio 2013    | CTIO-DECam                          |
| 704009 | 2007 WW71                | 18 novembre 2007  | Mount Lemmon Survey                 |
| 704010 | 2007 WM72                | 19 novembre 2007  | Mount Lemmon Survey                 |
| 704011 | 2007 WN72                | 20 novembre 2007  | Spacewatch                          |
| 704012 | 2007 WR72                | 18 novembre 2007  | Spacewatch                          |
| 704013 | 2007 WZ72                | 19 novembre 2007  | Mount Lemmon Survey                 |
| 704014 | 2007 WB73                | 17 novembre 2007  | Spacewatch                          |
| 704015 | 2007 WF73                | 18 novembre 2007  | Mount Lemmon Survey                 |
| 704016 | 2007 WL73                | 20 novembre 2007  | Spacewatch                          |
| 704017 | 2007 WC75                | 20 novembre 2007  | Spacewatch                          |
| 704018 | 2007 XD                  | 21 novembre 2007  | Mount Lemmon Survey                 |
| 704019 | 2007 XV1                 | 2 novembre 2007   | Spacewatch                          |
| 704020 | 2007 XK2                 | 6 novembre 2007   | Spacewatch                          |
| 704021 | 2007 XJ8                 | 22 settembre 1995 | Spacewatch                          |
| 704022 | 2007 XL12                | 4 dicembre 2007   | Spacewatch                          |
| 704023 | 2007 XS12                | 4 dicembre 2007   | Spacewatch                          |
| 704024 | 2007 XY13                | 5 dicembre 2007   | Spacewatch                          |
| 704025 | 2007 XA21                | 13 dicembre 2007  | Osservatorio astronomico di Maiorca |
| 704026 | 2007 XQ21                | 4 novembre 2007   | Spacewatch                          |
| 704027 | 2007 XD25                | 15 dicembre 2007  | W. Bickel                           |
| 704028 | 2007 XO26                | 10 ottobre 2007   | Mount Lemmon Survey                 |
| 704029 | 2007 XR27                | 14 dicembre 2007  | Spacewatch                          |
| 704030 | 2007 XB28                | 14 novembre 2007  | Mount Lemmon Survey                 |
| 704031 | 2007 XT28                | 13 novembre 2007  | Spacewatch                          |
| 704032 | 2007 XZ42                | 14 novembre 2007  | Spacewatch                          |
| 704033 | 2007 XH44                | 15 dicembre 2007  | Spacewatch                          |
| 704034 | 2007 XH59                | 15 dicembre 2007  | Spacewatch                          |
| 704035 | 2007 XY59                | 9 novembre 2007   | Spacewatch                          |
| 704036 | 2007 XQ60                | 4 dicembre 2007   | CSS                                 |
| 704037 | 2007 XN61                | 4 dicembre 2007   | Spacewatch                          |
| 704038 | 2007 XQ61                | 4 settembre 2014  | Pan-STARRS                          |
| 704039 | 2007 XF62                | 6 dicembre 2007   | Mount Lemmon Survey                 |
| 704040 | 2007 XJ63                | 5 dicembre 2007   | Spacewatch                          |
| 704041 | 2007 XW64                | 19 settembre 2017 | Pan-STARRS                          |
| 704042 | 2007 XD66                | 9 luglio 2015     | Pan-STARRS                          |
| 704043 | 2007 XP67                | 29 novembre 2014  | Mount Lemmon Survey                 |
| 704044 | 2007 XH68                | 19 maggio 2017    | Pan-STARRS                          |
| 704045 | 2007 XZ69                | 5 dicembre 2007   | Mount Lemmon Survey                 |
| 704046 | 2007 XH70                | 3 dicembre 2007   | Spacewatch                          |
| 704047 | 2007 XR71                | 4 dicembre 2007   | Mount Lemmon Survey                 |
| 704048 | 2007 XW71                | 5 dicembre 2007   | Spacewatch                          |
| 704049 | 2007 YW2                 | 17 dicembre 2007  | W. Bickel                           |
| 704050 | 2007 YH11                | 17 dicembre 2007  | Mount Lemmon Survey                 |
| 704051 | 2007 YN12                | 17 dicembre 2007  | Mount Lemmon Survey                 |
| 704052 | 2007 YZ12                | 17 dicembre 2007  | Mount Lemmon Survey                 |
| 704053 | 2007 YE16                | 16 dicembre 2007  | Spacewatch                          |
| 704054 | 2007 YC17                | 16 dicembre 2007  | Spacewatch                          |
| 704055 | 2007 YY18                | 16 dicembre 2007  | Spacewatch                          |
| 704056 | 2007 YY20                | 16 dicembre 2007  | Mount Lemmon Survey                 |
| 704057 | 2007 YY21                | 18 maggio 2015    | Pan-STARRS                          |
| 704058 | 2007 YA22                | 16 dicembre 2007  | Spacewatch                          |
| 704059 | 2007 YA29                | 5 dicembre 2007   | Spacewatch                          |
| 704060 | 2007 YX39                | 30 dicembre 2007  | Mount Lemmon Survey                 |
| 704061 | 2007 YM51                | 18 dicembre 2007  | Spacewatch                          |
| 704062 | 2007 YV69                | 30 dicembre 2007  | Mount Lemmon Survey                 |
| 704063 | 2007 YD75                | 17 dicembre 2007  | Mount Lemmon Survey                 |
| 704064 | 2007 YP75                | 18 dicembre 2007  | Spacewatch                          |
| 704065 | 2007 YU75                | 19 dicembre 2007  | Mount Lemmon Survey                 |
| 704066 | 2007 YD76                | 16 dicembre 2007  | Mount Lemmon Survey                 |
| 704067 | 2007 YX76                | 19 dicembre 2007  | Mount Lemmon Survey                 |
| 704068 | 2007 YC77                | 19 dicembre 2007  | Mount Lemmon Survey                 |
| 704069 | 2007 YM77                | 30 dicembre 2007  | Mount Lemmon Survey                 |
| 704070 | 2007 YH78                | 30 dicembre 2007  | Spacewatch                          |
| 704071 | 2007 YV78                | 20 ottobre 2011   | Mount Lemmon Survey                 |
| 704072 | 2007 YG79                | 19 settembre 2011 | Pan-STARRS                          |
| 704073 | 2007 YL79                | 16 febbraio 2012  | Pan-STARRS                          |
| 704074 | 2007 YV79                | 25 settembre 2015 | Pan-STARRS                          |
| 704075 | 2007 YX79                | 28 novembre 2014  | Spacewatch                          |
| 704076 | 2007 YD80                | 21 dicembre 2012  | Mount Lemmon Survey                 |
| 704077 | 2007 YJ80                | 16 dicembre 2007  | Mount Lemmon Survey                 |
| 704078 | 2007 YX80                | 16 dicembre 2007  | Spacewatch                          |
| 704079 | 2007 YB81                | 30 dicembre 2007  | Mount Lemmon Survey                 |
| 704080 | 2007 YL82                | 27 febbraio 2012  | Pan-STARRS                          |
| 704081 | 2007 YS82                | 31 dicembre 2007  | Spacewatch                          |
| 704082 | 2007 YC83                | 21 ottobre 2007   | Spacewatch                          |
| 704083 | 2007 YL83                | 11 dicembre 2013  | Pan-STARRS                          |
| 704084 | 2007 YW86                | 6 settembre 2015  | Pan-STARRS                          |
| 704085 | 2007 YZ86                | 6 dicembre 2007   | R. Holmes                           |
| 704086 | 2007 YO88                | 17 dicembre 2007  | Mount Lemmon Survey                 |
| 704087 | 2007 YP88                | 13 maggio 2009    | Mount Lemmon Survey                 |
| 704088 | 2007 YJ89                | 2 ottobre 2010    | Spacewatch                          |
| 704089 | 2007 YM91                | 18 dicembre 2007  | Mount Lemmon Survey                 |
| 704090 | 2007 YH93                | 18 dicembre 2007  | Mount Lemmon Survey                 |
| 704091 | 2007 YS93                | 17 dicembre 2007  | Spacewatch                          |
| 704092 | 2007 YU93                | 20 dicembre 2007  | Mount Lemmon Survey                 |
| 704093 | 2007 YC94                | 31 dicembre 2007  | Spacewatch                          |
| 704094 | 2007 YF96                | 30 dicembre 2007  | Spacewatch                          |
| 704095 | 2007 YC98                | 17 dicembre 2007  | Mount Lemmon Survey                 |
| 704096 | 2008 AF1                 | 1 gennaio 2008    | W. Bickel                           |
| 704097 | 2008 AJ10                | 31 dicembre 2007  | Spacewatch                          |
| 704098 | 2008 AN10                | 10 gennaio 2008   | Mount Lemmon Survey                 |
| 704099 | 2008 AO13                | 10 gennaio 2008   | Mount Lemmon Survey                 |
| 704100 | 2008 AP13                | 10 gennaio 2008   | Mount Lemmon Survey                 |

## 704101–704200
| Nome   | Designazione provvisoria | Data di scoperta  | Scopritore               |
| ------ | ------------------------ | ----------------- | ------------------------ |
| 704101 | 2008 AO15                | 31 dicembre 2007  | Spacewatch               |
| 704102 | 2008 AV15                | 15 settembre 2006 | Spacewatch               |
| 704103 | 2008 AL21                | 27 settembre 2006 | CSS                      |
| 704104 | 2008 AD24                | 10 gennaio 2008   | Mount Lemmon Survey      |
| 704105 | 2008 AV30                | 30 dicembre 2007  | Spacewatch               |
| 704106 | 2008 AN40                | 10 gennaio 2008   | Mount Lemmon Survey      |
| 704107 | 2008 AH54                | 11 gennaio 2008   | Spacewatch               |
| 704108 | 2008 AJ58                | 28 settembre 2006 | Spacewatch               |
| 704109 | 2008 AT60                | 16 settembre 2006 | Spacewatch               |
| 704110 | 2008 AG67                | 11 gennaio 2008   | Spacewatch               |
| 704111 | 2008 AC68                | 11 gennaio 2008   | Spacewatch               |
| 704112 | 2008 AV69                | 8 febbraio 2000   | SDSS Collaboration       |
| 704113 | 2008 AG71                | 12 gennaio 2008   | Spacewatch               |
| 704114 | 2008 AN71                | 30 dicembre 2007  | Spacewatch               |
| 704115 | 2008 AU71                | 31 dicembre 2007  | Mount Lemmon Survey      |
| 704116 | 2008 AE77                | 12 gennaio 2008   | Spacewatch               |
| 704117 | 2008 AQ87                | 11 novembre 2007  | Mount Lemmon Survey      |
| 704118 | 2008 AV89                | 13 gennaio 2008   | Spacewatch               |
| 704119 | 2008 AW91                | 14 gennaio 2008   | Spacewatch               |
| 704120 | 2008 AG111               | 15 gennaio 2008   | Spacewatch               |
| 704121 | 2008 AH122               | 30 dicembre 2007  | Spacewatch               |
| 704122 | 2008 AP123               | 30 gennaio 2008   | Mount Lemmon Survey      |
| 704123 | 2008 AL127               | 24 ottobre 2003   | SDSS Collaboration       |
| 704124 | 2008 AA133               | 22 giugno 2009    | Mount Lemmon Survey      |
| 704125 | 2008 AH135               | 11 gennaio 2008   | Mount Lemmon Survey      |
| 704126 | 2008 AS140               | 1 gennaio 2008    | Spacewatch               |
| 704127 | 2008 AZ140               | 2 gennaio 2012    | Mount Lemmon Survey      |
| 704128 | 2008 AF141               | 15 gennaio 2008   | Mount Lemmon Survey      |
| 704129 | 2008 AU141               | 23 febbraio 2012  | CSS                      |
| 704130 | 2008 AY141               | 1 gennaio 2008    | Spacewatch               |
| 704131 | 2008 AK142               | 24 settembre 2011 | L. Elenin                |
| 704132 | 2008 AS142               | 15 gennaio 2008   | Spacewatch               |
| 704133 | 2008 AY142               | 18 gennaio 2013   | R. Holmes                |
| 704134 | 2008 AE144               | 28 ottobre 2010   | Mount Lemmon Survey      |
| 704135 | 2008 AJ144               | 24 febbraio 2009  | Mount Lemmon Survey      |
| 704136 | 2008 AL144               | 24 novembre 2011  | Mount Lemmon Survey      |
| 704137 | 2008 AH146               | 25 luglio 2017    | Pan-STARRS               |
| 704138 | 2008 AH147               | 18 settembre 2010 | Mount Lemmon Survey      |
| 704139 | 2008 AX147               | 25 luglio 2017    | Pan-STARRS               |
| 704140 | 2008 AN148               | 18 gennaio 2013   | Spacewatch               |
| 704141 | 2008 AY148               | 19 settembre 2011 | Pan-STARRS               |
| 704142 | 2008 AC149               | 17 gennaio 2013   | Mount Lemmon Survey      |
| 704143 | 2008 AG150               | 1 gennaio 2008    | Spacewatch               |
| 704144 | 2008 AW151               | 1 gennaio 2008    | Mount Lemmon Survey      |
| 704145 | 2008 AP152               | 11 gennaio 2008   | Spacewatch               |
| 704146 | 2008 AB153               | 10 gennaio 2008   | Mount Lemmon Survey      |
| 704147 | 2008 AW155               | 11 gennaio 2008   | Spacewatch               |
| 704148 | 2008 AH156               | 15 gennaio 2008   | Mount Lemmon Survey      |
| 704149 | 2008 AT157               | 1 gennaio 2008    | Spacewatch               |
| 704150 | 2008 AX157               | 11 gennaio 2008   | Spacewatch               |
| 704151 | 2008 BM                  | 16 gennaio 2008   | Mount Lemmon Survey      |
| 704152 | 2008 BM1                 | 16 gennaio 2008   | Spacewatch               |
| 704153 | 2008 BG3                 | 16 gennaio 2008   | Spacewatch               |
| 704154 | 2008 BP14                | 31 dicembre 2007  | Spacewatch               |
| 704155 | 2008 BT16                | 20 gennaio 2008   | Spacewatch               |
| 704156 | 2008 BF22                | 31 gennaio 2008   | Mount Lemmon Survey      |
| 704157 | 2008 BH22                | 15 febbraio 1997  | Spacewatch               |
| 704158 | 2008 BB27                | 30 gennaio 2008   | Mount Lemmon Survey      |
| 704159 | 2008 BU28                | 30 gennaio 2008   | Mount Lemmon Survey      |
| 704160 | 2008 BF54                | 13 ottobre 2010   | Spacewatch               |
| 704161 | 2008 BZ55                | 18 gennaio 2008   | Spacewatch               |
| 704162 | 2008 BG57                | 8 luglio 2014     | Pan-STARRS               |
| 704163 | 2008 BU58                | 4 luglio 2017     | Pan-STARRS               |
| 704164 | 2008 BW59                | 30 gennaio 2008   | Mount Lemmon Survey      |
| 704165 | 2008 BW60                | 20 gennaio 2008   | Spacewatch               |
| 704166 | 2008 CR                  | 2 febbraio 2008   | R. Ferrando, M. Ferrando |
| 704167 | 2008 CN2                 | 1 febbraio 2008   | Spacewatch               |
| 704168 | 2008 CJ15                | 3 febbraio 2008   | Spacewatch               |
| 704169 | 2008 CT24                | 1 febbraio 2008   | Spacewatch               |
| 704170 | 2008 CR30                | 11 gennaio 2008   | Spacewatch               |
| 704171 | 2008 CO42                | 3 ottobre 2006    | Mount Lemmon Survey      |
| 704172 | 2008 CS51                | 31 dicembre 2007  | Spacewatch               |
| 704173 | 2008 CU52                | 7 febbraio 2008   | Spacewatch               |
| 704174 | 2008 CO57                | 7 febbraio 2008   | Mount Lemmon Survey      |
| 704175 | 2008 CN58                | 18 settembre 2006 | Spacewatch               |
| 704176 | 2008 CV60                | 7 febbraio 2008   | Mount Lemmon Survey      |
| 704177 | 2008 CZ64                | 19 agosto 2006    | Spacewatch               |
| 704178 | 2008 CK65                | 8 febbraio 2008   | Mount Lemmon Survey      |
| 704179 | 2008 CB66                | 8 febbraio 2008   | Mount Lemmon Survey      |
| 704180 | 2008 CL66                | 8 febbraio 2008   | Mount Lemmon Survey      |
| 704181 | 2008 CE69                | 8 febbraio 2008   | W. Bickel                |
| 704182 | 2008 CR71                | 30 gennaio 2008   | CSS                      |
| 704183 | 2008 CN74                | 9 febbraio 2008   | W. Bickel                |
| 704184 | 2008 CS75                | 3 febbraio 2008   | Mount Lemmon Survey      |
| 704185 | 2008 CE81                | 22 ottobre 2006   | Spacewatch               |
| 704186 | 2008 CX81                | 26 novembre 2003  | Spacewatch               |
| 704187 | 2008 CF83                | 7 febbraio 2008   | Spacewatch               |
| 704188 | 2008 CQ90                | 8 febbraio 2008   | Spacewatch               |
| 704189 | 2008 CY94                | 8 febbraio 2008   | Mount Lemmon Survey      |
| 704190 | 2008 CY100               | 9 febbraio 2008   | Mount Lemmon Survey      |
| 704191 | 2008 CW102               | 13 ottobre 2006   | Spacewatch               |
| 704192 | 2008 CR103               | 9 febbraio 2008   | Spacewatch               |
| 704193 | 2008 CC122               | 7 febbraio 2008   | Mount Lemmon Survey      |
| 704194 | 2008 CX124               | 30 gennaio 2008   | Spacewatch               |
| 704195 | 2008 CW125               | 8 novembre 2007   | Spacewatch               |
| 704196 | 2008 CC126               | 10 gennaio 2008   | Spacewatch               |
| 704197 | 2008 CM128               | 8 febbraio 2008   | Spacewatch               |
| 704198 | 2008 CP134               | 8 febbraio 2008   | Mount Lemmon Survey      |
| 704199 | 2008 CR136               | 8 febbraio 2008   | Mount Lemmon Survey      |
| 704200 | 2008 CX136               | 8 febbraio 2008   | Mount Lemmon Survey      |

## 704201–704300
| Nome   | Designazione provvisoria | Data di scoperta  | Scopritore                 |
| ------ | ------------------------ | ----------------- | -------------------------- |
| 704201 | 2008 CY136               | 13 ottobre 2006   | Spacewatch                 |
| 704202 | 2008 CS142               | 8 febbraio 2008   | Spacewatch                 |
| 704203 | 2008 CQ149               | 9 febbraio 2008   | Spacewatch                 |
| 704204 | 2008 CE152               | 9 febbraio 2008   | Spacewatch                 |
| 704205 | 2008 CD155               | 9 febbraio 2008   | Mount Lemmon Survey        |
| 704206 | 2008 CJ165               | 10 febbraio 2008  | Spacewatch                 |
| 704207 | 2008 CY167               | 11 febbraio 2008  | Mount Lemmon Survey        |
| 704208 | 2008 CB168               | 11 febbraio 2008  | Mount Lemmon Survey        |
| 704209 | 2008 CS170               | 25 gennaio 2003   | A. Boattini, O. R. Hainaut |
| 704210 | 2008 CJ171               | 12 febbraio 2008  | Mount Lemmon Survey        |
| 704211 | 2008 CL171               | 12 febbraio 2008  | Mount Lemmon Survey        |
| 704212 | 2008 CT176               | 20 gennaio 2008   | Mount Lemmon Survey        |
| 704213 | 2008 CX183               | 24 novembre 2003  | Spacewatch                 |
| 704214 | 2008 CQ185               | 1 febbraio 2008   | CSS                        |
| 704215 | 2008 CS185               | 15 marzo 2004     | D. Healy                   |
| 704216 | 2008 CE193               | 8 febbraio 2008   | Spacewatch                 |
| 704217 | 2008 CM193               | 3 febbraio 2008   | Spacewatch                 |
| 704218 | 2008 CF207               | 12 febbraio 2008  | Spacewatch                 |
| 704219 | 2008 CZ211               | 7 febbraio 2008   | Mount Lemmon Survey        |
| 704220 | 2008 CW212               | 8 dicembre 2012   | Mount Lemmon Survey        |
| 704221 | 2008 CQ213               | 10 febbraio 2008  | Spacewatch                 |
| 704222 | 2008 CS216               | 10 gennaio 2008   | Mount Lemmon Survey        |
| 704223 | 2008 CV218               | 30 settembre 2006 | CSS                        |
| 704224 | 2008 CY218               | 11 febbraio 2008  | Mount Lemmon Survey        |
| 704225 | 2008 CA219               | 12 febbraio 2008  | Mount Lemmon Survey        |
| 704226 | 2008 CT219               | 12 febbraio 2008  | Mount Lemmon Survey        |
| 704227 | 2008 CD221               | 7 febbraio 2008   | Spacewatch                 |
| 704228 | 2008 CG221               | 12 aprile 2013    | Pan-STARRS                 |
| 704229 | 2008 CH221               | 19 settembre 2014 | Pan-STARRS                 |
| 704230 | 2008 CV222               | 1 settembre 1994  | Spacewatch                 |
| 704231 | 2008 CV224               | 5 febbraio 2013   | Spacewatch                 |
| 704232 | 2008 CZ225               | 2 novembre 2015   | Pan-STARRS                 |
| 704233 | 2008 CL228               | 2 febbraio 2008   | Spacewatch                 |
| 704234 | 2008 CC234               | 10 ottobre 2015   | Pan-STARRS                 |
| 704235 | 2008 CO234               | 12 settembre 2015 | Pan-STARRS                 |
| 704236 | 2008 CR234               | 21 marzo 2012     | Mount Lemmon Survey        |
| 704237 | 2008 CV236               | 12 febbraio 2008  | Mount Lemmon Survey        |
| 704238 | 2008 CX238               | 12 febbraio 2008  | Mount Lemmon Survey        |
| 704239 | 2008 CD239               | 30 settembre 2006 | Mount Lemmon Survey        |
| 704240 | 2008 CO240               | 3 febbraio 2008   | Mount Lemmon Survey        |
| 704241 | 2008 CX240               | 5 aprile 2003     | Spacewatch                 |
| 704242 | 2008 CS243               | 13 febbraio 2008  | Mount Lemmon Survey        |
| 704243 | 2008 CV245               | 10 febbraio 2008  | Mount Lemmon Survey        |
| 704244 | 2008 CN246               | 16 gennaio 2008   | Spacewatch                 |
| 704245 | 2008 CT248               | 13 febbraio 2008  | Spacewatch                 |
| 704246 | 2008 CZ248               | 11 febbraio 2008  | Spacewatch                 |
| 704247 | 2008 DJ7                 | 30 gennaio 2008   | Mount Lemmon Survey        |
| 704248 | 2008 DK9                 | 8 febbraio 2008   | Mount Lemmon Survey        |
| 704249 | 2008 DU11                | 2 febbraio 2008   | Spacewatch                 |
| 704250 | 2008 DJ18                | 19 novembre 2006  | Spacewatch                 |
| 704251 | 2008 DK20                | 28 febbraio 2008  | Mount Lemmon Survey        |
| 704252 | 2008 DW34                | 3 febbraio 2008   | CSS                        |
| 704253 | 2008 DC36                | 7 febbraio 2008   | Mount Lemmon Survey        |
| 704254 | 2008 DV41                | 2 febbraio 2008   | Spacewatch                 |
| 704255 | 2008 DQ44                | 28 febbraio 2008  | Mount Lemmon Survey        |
| 704256 | 2008 DB48                | 28 febbraio 2008  | Mount Lemmon Survey        |
| 704257 | 2008 DU51                | 29 febbraio 2008  | Mount Lemmon Survey        |
| 704258 | 2008 DQ52                | 29 febbraio 2008  | Mount Lemmon Survey        |
| 704259 | 2008 DB53                | 29 febbraio 2008  | Mount Lemmon Survey        |
| 704260 | 2008 DF59                | 7 febbraio 2008   | Spacewatch                 |
| 704261 | 2008 DT60                | 13 febbraio 2001  | W. Bickel                  |
| 704262 | 2008 DG65                | 28 febbraio 2008  | Mount Lemmon Survey        |
| 704263 | 2008 DB72                | 26 febbraio 2008  | Mount Lemmon Survey        |
| 704264 | 2008 DV90                | 18 febbraio 2008  | Mount Lemmon Survey        |
| 704265 | 2008 DK91                | 1 dicembre 2011   | Pan-STARRS                 |
| 704266 | 2008 DP91                | 19 dicembre 2007  | Mount Lemmon Survey        |
| 704267 | 2008 DC92                | 23 settembre 2015 | Pan-STARRS                 |
| 704268 | 2008 DO92                | 28 febbraio 2008  | Mount Lemmon Survey        |
| 704269 | 2008 DA94                | 20 agosto 2014    | Pan-STARRS                 |
| 704270 | 2008 DS94                | 15 ottobre 2015   | Pan-STARRS                 |
| 704271 | 2008 DL95                | 27 gennaio 2017   | Pan-STARRS                 |
| 704272 | 2008 DP95                | 9 ottobre 2010    | Mount Lemmon Survey        |
| 704273 | 2008 DN98                | 28 febbraio 2008  | Spacewatch                 |
| 704274 | 2008 DQ98                | 28 febbraio 2008  | Mount Lemmon Survey        |
| 704275 | 2008 EA22                | 2 marzo 2008      | Spacewatch                 |
| 704276 | 2008 EH26                | 21 ottobre 2006   | Spacewatch                 |
| 704277 | 2008 EU32                | 16 marzo 2012     | Mount Lemmon Survey        |
| 704278 | 2008 EO61                | 31 gennaio 2008   | Spacewatch                 |
| 704279 | 2008 EU61                | 9 marzo 2008      | Mount Lemmon Survey        |
| 704280 | 2008 EJ65                | 9 marzo 2008      | Mount Lemmon Survey        |
| 704281 | 2008 EX66                | 9 marzo 2008      | Mount Lemmon Survey        |
| 704282 | 2008 EA74                | 7 marzo 2008      | Spacewatch                 |
| 704283 | 2008 ES77                | 7 marzo 2008      | Spacewatch                 |
| 704284 | 2008 EN97                | 10 marzo 2008     | Mount Lemmon Survey        |
| 704285 | 2008 EZ100               | 7 marzo 2008      | Mount Nyukasa Stn.         |
| 704286 | 2008 EP101               | 9 febbraio 2008   | Spacewatch                 |
| 704287 | 2008 EB106               | 6 marzo 2008      | Mount Lemmon Survey        |
| 704288 | 2008 EM107               | 6 marzo 2008      | Mount Lemmon Survey        |
| 704289 | 2008 ES108               | 13 febbraio 2008  | Spacewatch                 |
| 704290 | 2008 ET108               | 7 marzo 2008      | Mount Lemmon Survey        |
| 704291 | 2008 EB114               | 8 marzo 2008      | Spacewatch                 |
| 704292 | 2008 EE115               | 8 marzo 2008      | Spacewatch                 |
| 704293 | 2008 EG115               | 8 marzo 2008      | Spacewatch                 |
| 704294 | 2008 ER118               | 9 marzo 2008      | Mount Lemmon Survey        |
| 704295 | 2008 EF122               | 9 marzo 2008      | Spacewatch                 |
| 704296 | 2008 EJ125               | 10 marzo 2008     | Mount Lemmon Survey        |
| 704297 | 2008 EQ126               | 18 gennaio 2013   | Spacewatch                 |
| 704298 | 2008 EL128               | 11 marzo 2008     | Spacewatch                 |
| 704299 | 2008 EE137               | 21 dicembre 2003  | Spacewatch                 |
| 704300 | 2008 EW142               | 13 marzo 2008     | Spacewatch                 |

## 704301–704400
| Nome   | Designazione provvisoria | Data di scoperta  | Scopritore                          |
| ------ | ------------------------ | ----------------- | ----------------------------------- |
| 704301 | 2008 EG144               | 11 marzo 2008     | Spacewatch                          |
| 704302 | 2008 EX146               | 28 febbraio 2008  | Mount Lemmon Survey                 |
| 704303 | 2008 EF151               | 26 marzo 2008     | Mount Lemmon Survey                 |
| 704304 | 2008 ED156               | 8 marzo 2008      | Mount Lemmon Survey                 |
| 704305 | 2008 EH160               | 27 maggio 2003    | LONEOS                              |
| 704306 | 2008 EJ172               | 9 settembre 2013  | Osservatorio astronomico di Maiorca |
| 704307 | 2008 EX172               | 11 marzo 2008     | Spacewatch                          |
| 704308 | 2008 EA173               | 14 agosto 2013    | Pan-STARRS                          |
| 704309 | 2008 ED173               | 24 giugno 2009    | Mount Lemmon Survey                 |
| 704310 | 2008 EK177               | 13 marzo 2008     | Spacewatch                          |
| 704311 | 2008 ES177               | 15 marzo 2008     | Mount Lemmon Survey                 |
| 704312 | 2008 ED178               | 7 maggio 2014     | Pan-STARRS                          |
| 704313 | 2008 EK178               | 24 marzo 2015     | Spacewatch                          |
| 704314 | 2008 EO181               | 10 marzo 2008     | Mount Lemmon Survey                 |
| 704315 | 2008 EA182               | 12 marzo 2008     | Spacewatch                          |
| 704316 | 2008 EJ183               | 6 marzo 2008      | Mount Lemmon Survey                 |
| 704317 | 2008 EJ184               | 21 novembre 2014  | Pan-STARRS                          |
| 704318 | 2008 EF186               | 8 agosto 2016     | Pan-STARRS                          |
| 704319 | 2008 EE187               | 8 marzo 2008      | Mount Lemmon Survey                 |
| 704320 | 2008 ES188               | 9 dicembre 2015   | Pan-STARRS                          |
| 704321 | 2008 EM189               | 4 gennaio 2011    | Mount Lemmon Survey                 |
| 704322 | 2008 EK190               | 10 marzo 2008     | Mount Lemmon Survey                 |
| 704323 | 2008 EC191               | 1 marzo 2008      | Spacewatch                          |
| 704324 | 2008 EB192               | 1 marzo 2008      | Spacewatch                          |
| 704325 | 2008 EE192               | 10 marzo 2008     | Spacewatch                          |
| 704326 | 2008 EO198               | 8 marzo 2008      | Mount Lemmon Survey                 |
| 704327 | 2008 FV6                 | 13 gennaio 2004   | Spacewatch                          |
| 704328 | 2008 FU9                 | 26 febbraio 2008  | Mount Lemmon Survey                 |
| 704329 | 2008 FP11                | 1 novembre 2006   | Spacewatch                          |
| 704330 | 2008 FE14                | 26 marzo 2008     | Mount Lemmon Survey                 |
| 704331 | 2008 FR16                | 27 marzo 2008     | Spacewatch                          |
| 704332 | 2008 FN24                | 27 marzo 2008     | Spacewatch                          |
| 704333 | 2008 FJ36                | 7 febbraio 2008   | Mount Lemmon Survey                 |
| 704334 | 2008 FV42                | 27 febbraio 2008  | Mount Lemmon Survey                 |
| 704335 | 2008 FF43                | 28 marzo 2008     | Mount Lemmon Survey                 |
| 704336 | 2008 FZ47                | 1 marzo 2008      | Spacewatch                          |
| 704337 | 2008 FS57                | 28 marzo 2008     | Mount Lemmon Survey                 |
| 704338 | 2008 FC59                | 29 marzo 2008     | Spacewatch                          |
| 704339 | 2008 FS59                | 29 marzo 2008     | Mount Lemmon Survey                 |
| 704340 | 2008 FG72                | 12 dicembre 2006  | Spacewatch                          |
| 704341 | 2008 FN81                | 27 marzo 2008     | Mount Lemmon Survey                 |
| 704342 | 2008 FX81                | 27 marzo 2008     | Mount Lemmon Survey                 |
| 704343 | 2008 FN87                | 28 marzo 2008     | Spacewatch                          |
| 704344 | 2008 FE91                | 24 febbraio 2008  | Mount Lemmon Survey                 |
| 704345 | 2008 FK91                | 28 febbraio 2008  | Mount Lemmon Survey                 |
| 704346 | 2008 FG97                | 30 marzo 2008     | Spacewatch                          |
| 704347 | 2008 FT97                | 30 marzo 2008     | Spacewatch                          |
| 704348 | 2008 FA98                | 25 ottobre 2005   | Spacewatch                          |
| 704349 | 2008 FW99                | 30 marzo 2008     | Spacewatch                          |
| 704350 | 2008 FZ103               | 30 marzo 2008     | Spacewatch                          |
| 704351 | 2008 FU119               | 28 febbraio 2008  | Spacewatch                          |
| 704352 | 2008 FR128               | 29 marzo 2008     | Mount Lemmon Survey                 |
| 704353 | 2008 FQ132               | 28 marzo 2008     | Spacewatch                          |
| 704354 | 2008 FO134               | 30 marzo 2008     | Spacewatch                          |
| 704355 | 2008 FD139               | 29 marzo 2008     | Spacewatch                          |
| 704356 | 2008 FA140               | 23 gennaio 2011   | Mount Lemmon Survey                 |
| 704357 | 2008 FN140               | 14 agosto 2001    | AMOS                                |
| 704358 | 2008 FJ142               | 27 marzo 2008     | Mount Lemmon Survey                 |
| 704359 | 2008 FF144               | 26 marzo 2008     | Mount Lemmon Survey                 |
| 704360 | 2008 FQ144               | 15 aprile 2013    | Pan-STARRS                          |
| 704361 | 2008 FX144               | 26 dicembre 2014  | Pan-STARRS                          |
| 704362 | 2008 FF146               | 29 marzo 2008     | Spacewatch                          |
| 704363 | 2008 FH146               | 31 marzo 2008     | Mount Lemmon Survey                 |
| 704364 | 2008 FL149               | 26 marzo 2008     | Mount Lemmon Survey                 |
| 704365 | 2008 FT149               | 16 marzo 2008     | Spacewatch                          |
| 704366 | 2008 FJ150               | 26 marzo 2008     | Mount Lemmon Survey                 |
| 704367 | 2008 GZ6                 | 1 aprile 2008     | Spacewatch                          |
| 704368 | 2008 GQ11                | 1 aprile 2008     | Spacewatch                          |
| 704369 | 2008 GR18                | 5 marzo 2008      | Spacewatch                          |
| 704370 | 2008 GR28                | 3 aprile 2008     | Spacewatch                          |
| 704371 | 2008 GR44                | 4 aprile 2008     | Mount Lemmon Survey                 |
| 704372 | 2008 GZ44                | 4 aprile 2008     | Spacewatch                          |
| 704373 | 2008 GC49                | 10 marzo 2008     | Mount Lemmon Survey                 |
| 704374 | 2008 GF50                | 11 novembre 2005  | Spacewatch                          |
| 704375 | 2008 GW52                | 26 agosto 2005    | NEAT                                |
| 704376 | 2008 GL55                | 5 aprile 2008     | Mount Lemmon Survey                 |
| 704377 | 2008 GO56                | 5 aprile 2008     | Mount Lemmon Survey                 |
| 704378 | 2008 GX58                | 5 aprile 2008     | Mount Lemmon Survey                 |
| 704379 | 2008 GT61                | 5 aprile 2008     | Mount Lemmon Survey                 |
| 704380 | 2008 GX66                | 6 aprile 2008     | Mount Lemmon Survey                 |
| 704381 | 2008 GN72                | 27 marzo 2008     | Mount Lemmon Survey                 |
| 704382 | 2008 GN83                | 8 aprile 2008     | Mount Lemmon Survey                 |
| 704383 | 2008 GK84                | 8 aprile 2008     | Mount Lemmon Survey                 |
| 704384 | 2008 GN105               | 8 marzo 2008      | Spacewatch                          |
| 704385 | 2008 GH107               | 12 aprile 2008    | Mount Lemmon Survey                 |
| 704386 | 2008 GB108               | 27 dicembre 2003  | Spacewatch                          |
| 704387 | 2008 GD109               | 13 aprile 2008    | Mount Lemmon Survey                 |
| 704388 | 2008 GJ113               | 8 aprile 2008     | Mount Lemmon Survey                 |
| 704389 | 2008 GW118               | 11 aprile 2008    | Spacewatch                          |
| 704390 | 2008 GN119               | 11 aprile 2008    | Spacewatch                          |
| 704391 | 2008 GX134               | 15 aprile 2008    | Mount Lemmon Survey                 |
| 704392 | 2008 GW136               | 6 aprile 2008     | Spacewatch                          |
| 704393 | 2008 GS143               | 14 aprile 2008    | Mount Lemmon Survey                 |
| 704394 | 2008 GD149               | 8 aprile 2008     | Spacewatch                          |
| 704395 | 2008 GC150               | 27 settembre 2009 | CSS                                 |
| 704396 | 2008 GD150               | 5 aprile 2008     | Mount Lemmon Survey                 |
| 704397 | 2008 GK150               | 14 aprile 2008    | Mount Lemmon Survey                 |
| 704398 | 2008 GV150               | 12 gennaio 2011   | Mount Lemmon Survey                 |
| 704399 | 2008 GX150               | 8 ottobre 2013    | Mount Lemmon Survey                 |
| 704400 | 2008 GJ151               | 28 luglio 2009    | Spacewatch                          |

## 704401–704500
| Nome   | Designazione provvisoria | Data di scoperta  | Scopritore                          |
| ------ | ------------------------ | ----------------- | ----------------------------------- |
| 704401 | 2008 GL151               | 8 ottobre 2012    | Pan-STARRS                          |
| 704402 | 2008 GA152               | 12 aprile 2008    | Mount Lemmon Survey                 |
| 704403 | 2008 GJ152               | 13 aprile 2008    | Mount Lemmon Survey                 |
| 704404 | 2008 GR152               | 27 aprile 2009    | Spacewatch                          |
| 704405 | 2008 GH153               | 18 ottobre 2011   | Mount Lemmon Survey                 |
| 704406 | 2008 GP154               | 14 settembre 2010 | Mount Lemmon Survey                 |
| 704407 | 2008 GO157               | 25 ottobre 2009   | Spacewatch                          |
| 704408 | 2008 GS157               | 15 aprile 2013    | Pan-STARRS                          |
| 704409 | 2008 GZ157               | 21 febbraio 2017  | Pan-STARRS                          |
| 704410 | 2008 GF158               | 14 aprile 2008    | Mount Lemmon Survey                 |
| 704411 | 2008 GF159               | 26 novembre 2014  | Pan-STARRS                          |
| 704412 | 2008 GC160               | 6 aprile 2008     | Mount Lemmon Survey                 |
| 704413 | 2008 GY162               | 6 aprile 2008     | Mount Lemmon Survey                 |
| 704414 | 2008 GK163               | 1 aprile 2008     | Mount Lemmon Survey                 |
| 704415 | 2008 GA164               | 8 luglio 2014     | Pan-STARRS                          |
| 704416 | 2008 GD165               | 6 aprile 2008     | Spacewatch                          |
| 704417 | 2008 GY165               | 7 novembre 2015   | Mount Lemmon Survey                 |
| 704418 | 2008 GR166               | 21 ottobre 2016   | Mount Lemmon Survey                 |
| 704419 | 2008 GH167               | 23 dicembre 2006  | Mount Lemmon Survey                 |
| 704420 | 2008 GQ167               | 14 aprile 2008    | Mount Lemmon Survey                 |
| 704421 | 2008 GX168               | 14 aprile 2008    | Mount Lemmon Survey                 |
| 704422 | 2008 GZ168               | 5 aprile 2008     | Spacewatch                          |
| 704423 | 2008 GU169               | 3 aprile 2008     | Mount Lemmon Survey                 |
| 704424 | 2008 GW176               | 4 aprile 2008     | Spacewatch                          |
| 704425 | 2008 GX176               | 11 aprile 2008    | Mount Lemmon Survey                 |
| 704426 | 2008 GG178               | 3 aprile 2008     | Mount Lemmon Survey                 |
| 704427 | 2008 HC4                 | 14 aprile 2008    | Mount Lemmon Survey                 |
| 704428 | 2008 HO26                | 27 aprile 2008    | Mount Lemmon Survey                 |
| 704429 | 2008 HB30                | 12 novembre 2006  | Mount Lemmon Survey                 |
| 704430 | 2008 HT35                | 6 aprile 2008     | Spacewatch                          |
| 704431 | 2008 HJ45                | 28 aprile 2008    | Mount Lemmon Survey                 |
| 704432 | 2008 HN48                | 10 gennaio 2007   | Mount Lemmon Survey                 |
| 704433 | 2008 HB53                | 29 aprile 2008    | Mount Lemmon Survey                 |
| 704434 | 2008 HE55                | 29 aprile 2008    | Spacewatch                          |
| 704435 | 2008 HA61                | 9 aprile 2008     | Spacewatch                          |
| 704436 | 2008 HQ61                | 30 aprile 2008    | Mount Lemmon Survey                 |
| 704437 | 2008 HG64                | 29 aprile 2008    | Mount Lemmon Survey                 |
| 704438 | 2008 HP72                | 13 agosto 2012    | Spacewatch                          |
| 704439 | 2008 HZ73                | 15 marzo 2012     | Mount Lemmon Survey                 |
| 704440 | 2008 HK75                | 10 febbraio 2011  | Mount Lemmon Survey                 |
| 704441 | 2008 HC77                | 29 aprile 2008    | Mount Lemmon Survey                 |
| 704442 | 2008 JA1                 | 29 aprile 2008    | Mount Lemmon Survey                 |
| 704443 | 2008 JB1                 | 6 aprile 2008     | Spacewatch                          |
| 704444 | 2008 JQ11                | 7 aprile 2008     | Spacewatch                          |
| 704445 | 2008 JA12                | 3 maggio 2008     | Spacewatch                          |
| 704446 | 2008 JH12                | 3 maggio 2008     | Spacewatch                          |
| 704447 | 2008 JW22                | 7 maggio 2008     | Spacewatch                          |
| 704448 | 2008 JA27                | 7 maggio 2008     | Mount Lemmon Survey                 |
| 704449 | 2008 JU39                | 8 marzo 2013      | Pan-STARRS                          |
| 704450 | 2008 JU41                | 5 aprile 2008     | Spacewatch                          |
| 704451 | 2008 JY41                | 14 maggio 2008    | Mount Lemmon Survey                 |
| 704452 | 2008 JJ42                | 17 novembre 2009  | Mount Lemmon Survey                 |
| 704453 | 2008 JU42                | 13 maggio 2008    | Spacewatch                          |
| 704454 | 2008 JV42                | 8 maggio 2008     | Spacewatch                          |
| 704455 | 2008 JM43                | 3 maggio 2008     | Spacewatch                          |
| 704456 | 2008 JR43                | 2 gennaio 2016    | Mount Lemmon Survey                 |
| 704457 | 2008 JZ43                | 9 settembre 2015  | Pan-STARRS                          |
| 704458 | 2008 JN44                | 7 maggio 2014     | Pan-STARRS                          |
| 704459 | 2008 JD46                | 3 maggio 2008     | Spacewatch                          |
| 704460 | 2008 JF46                | 13 aprile 2013    | Pan-STARRS                          |
| 704461 | 2008 JL46                | 14 maggio 2008    | Spacewatch                          |
| 704462 | 2008 JO47                | 6 dicembre 2010   | Mount Lemmon Survey                 |
| 704463 | 2008 JP48                | 16 aprile 2013    | CTIO-DECam                          |
| 704464 | 2008 JU49                | 3 maggio 2008     | Mount Lemmon Survey                 |
| 704465 | 2008 JM50                | 14 maggio 2008    | Spacewatch                          |
| 704466 | 2008 JO50                | 14 maggio 2008    | Mount Lemmon Survey                 |
| 704467 | 2008 JV50                | 7 maggio 2008     | Spacewatch                          |
| 704468 | 2008 KL16                | 27 maggio 2008    | Spacewatch                          |
| 704469 | 2008 KX21                | 28 maggio 2008    | Mount Lemmon Survey                 |
| 704470 | 2008 KN26                | 27 aprile 2008    | Spacewatch                          |
| 704471 | 2008 KX32                | 3 maggio 2008     | Spacewatch                          |
| 704472 | 2008 KS34                | 31 maggio 2008    | Mount Lemmon Survey                 |
| 704473 | 2008 KM44                | 28 maggio 2008    | Mount Lemmon Survey                 |
| 704474 | 2008 KX46                | 3 gennaio 2016    | Mount Lemmon Survey                 |
| 704475 | 2008 KF48                | 2 novembre 2010   | Mount Lemmon Survey                 |
| 704476 | 2008 KW48                | 27 maggio 2008    | Mount Lemmon Survey                 |
| 704477 | 2008 KQ49                | 29 maggio 2008    | Mount Lemmon Survey                 |
| 704478 | 2008 LG3                 | 1 giugno 2008     | Mount Lemmon Survey                 |
| 704479 | 2008 LO3                 | 2 giugno 2008     | Spacewatch                          |
| 704480 | 2008 LD5                 | 3 giugno 2008     | Mount Lemmon Survey                 |
| 704481 | 2008 LL7                 | 3 giugno 2008     | Spacewatch                          |
| 704482 | 2008 LO15                | 3 maggio 2008     | Mount Lemmon Survey                 |
| 704483 | 2008 LT18                | 6 aprile 2008     | Mount Lemmon Survey                 |
| 704484 | 2008 LH19                | 5 giugno 2016     | Pan-STARRS                          |
| 704485 | 2008 LL20                | 25 luglio 2014    | Pan-STARRS                          |
| 704486 | 2008 LK21                | 12 giugno 2008    | Spacewatch                          |
| 704487 | 2008 MF3                 | 30 giugno 2008    | Spacewatch                          |
| 704488 | 2008 ML3                 | 30 giugno 2008    | Spacewatch                          |
| 704489 | 2008 NY2                 | 10 luglio 2008    | Osservatorio astronomico di Maiorca |
| 704490 | 2008 NX5                 | 3 giugno 2018     | Pan-STARRS                          |
| 704491 | 2008 OO2                 | 25 luglio 2008    | SSS                                 |
| 704492 | 2008 OJ5                 | 28 luglio 2008    | Mount Lemmon Survey                 |
| 704493 | 2008 OU8                 | 29 luglio 2008    | F. Kugel                            |
| 704494 | 2008 OP13                | 1 luglio 2008     | Spacewatch                          |
| 704495 | 2008 OV14                | 28 settembre 2003 | Spacewatch                          |
| 704496 | 2008 OD15                | 29 luglio 2008    | Mount Lemmon Survey                 |
| 704497 | 2008 OD19                | 30 luglio 2008    | Mount Lemmon Survey                 |
| 704498 | 2008 OE26                | 14 agosto 2012    | Pan-STARRS                          |
| 704499 | 2008 OT26                | 30 luglio 2008    | SSS                                 |
| 704500 | 2008 OQ27                | 29 agosto 2014    | Pan-STARRS                          |

## 704501–704600
| Nome   | Designazione provvisoria | Data di scoperta  | Scopritore                          |
| ------ | ------------------------ | ----------------- | ----------------------------------- |
| 704501 | 2008 OE28                | 30 luglio 2008    | Mount Lemmon Survey                 |
| 704502 | 2008 OO28                | 14 dicembre 2015  | Pan-STARRS                          |
| 704503 | 2008 OJ29                | 10 novembre 2004  | Spacewatch                          |
| 704504 | 2008 OP29                | 14 dicembre 2010  | Mount Lemmon Survey                 |
| 704505 | 2008 OV29                | 19 agosto 2014    | Pan-STARRS                          |
| 704506 | 2008 OU31                | 30 luglio 2008    | Mount Lemmon Survey                 |
| 704507 | 2008 OH32                | 29 luglio 2008    | Mount Lemmon Survey                 |
| 704508 | 2008 OJ33                | 29 luglio 2008    | Spacewatch                          |
| 704509 | 2008 PZ                  | 1 giugno 2008     | Mount Lemmon Survey                 |
| 704510 | 2008 PS8                 | 7 ottobre 2005    | Spacewatch                          |
| 704511 | 2008 PH13                | 18 settembre 2003 | Spacewatch                          |
| 704512 | 2008 PP13                | 10 agosto 2008    | F. Kugel                            |
| 704513 | 2008 PA15                | 10 agosto 2008    | Osservatorio astronomico di Maiorca |
| 704514 | 2008 QD3                 | 24 agosto 2008    | JACQUINOT, H.                       |
| 704515 | 2008 QM8                 | 25 agosto 2008    | Osservatorio astronomico di Maiorca |
| 704516 | 2008 QY16                | 26 agosto 2008    | OAM Obs.                            |
| 704517 | 2008 QX17                | 27 agosto 2008    | M. Ory                              |
| 704518 | 2008 QC19                | 29 agosto 2008    | R. Ferrando, M. Ferrando            |
| 704519 | 2008 QZ23                | 21 agosto 2008    | Spacewatch                          |
| 704520 | 2008 QD36                | 21 agosto 2008    | Spacewatch                          |
| 704521 | 2008 QV39                | 24 agosto 2008    | Osservatorio astronomico di Maiorca |
| 704522 | 2008 QY48                | 23 agosto 2008    | SSS                                 |
| 704523 | 2008 QQ49                | 16 marzo 2012     | Mount Lemmon Survey                 |
| 704524 | 2008 QP50                | 28 settembre 2003 | SDSS Collaboration                  |
| 704525 | 2008 QM51                | 31 agosto 2008    | Osservatorio astronomico di Maiorca |
| 704526 | 2008 RD7                 | 20 agosto 2008    | Spacewatch                          |
| 704527 | 2008 RF7                 | 3 settembre 2008  | Spacewatch                          |
| 704528 | 2008 RL12                | 3 settembre 2008  | Spacewatch                          |
| 704529 | 2008 RM15                | 31 gennaio 2006   | Spacewatch                          |
| 704530 | 2008 RQ15                | 4 settembre 2008  | Spacewatch                          |
| 704531 | 2008 RB17                | 4 settembre 2008  | Spacewatch                          |
| 704532 | 2008 RB18                | 25 aprile 2006    | Spacewatch                          |
| 704533 | 2008 RO18                | 4 settembre 2008  | Spacewatch                          |
| 704534 | 2008 RT18                | 24 agosto 2008    | Spacewatch                          |
| 704535 | 2008 RX19                | 20 settembre 2003 | Spacewatch                          |
| 704536 | 2008 RP27                | 8 settembre 2008  | F. Kugel                            |
| 704537 | 2008 RB30                | 2 settembre 2008  | Spacewatch                          |
| 704538 | 2008 RF30                | 2 settembre 2008  | Spacewatch                          |
| 704539 | 2008 RK30                | 22 agosto 2008    | Spacewatch                          |
| 704540 | 2008 RZ31                | 2 settembre 2008  | Spacewatch                          |
| 704541 | 2008 RB33                | 2 settembre 2008  | Spacewatch                          |
| 704542 | 2008 RH34                | 30 maggio 2003    | M. W. Buie, K. J. Meech             |
| 704543 | 2008 RM34                | 2 settembre 2008  | Spacewatch                          |
| 704544 | 2008 RZ36                | 2 settembre 2008  | Spacewatch                          |
| 704545 | 2008 RO38                | 2 settembre 2008  | Spacewatch                          |
| 704546 | 2008 RE39                | 2 settembre 2008  | Spacewatch                          |
| 704547 | 2008 RL40                | 20 marzo 2007     | Spacewatch                          |
| 704548 | 2008 RN43                | 2 settembre 2008  | Spacewatch                          |
| 704549 | 2008 RH46                | 2 settembre 2008  | Spacewatch                          |
| 704550 | 2008 RR52                | 3 settembre 2008  | Spacewatch                          |
| 704551 | 2008 RY52                | 3 settembre 2008  | Spacewatch                          |
| 704552 | 2008 RJ53                | 29 luglio 2008    | Mount Lemmon Survey                 |
| 704553 | 2008 RB56                | 3 settembre 2008  | Spacewatch                          |
| 704554 | 2008 RZ56                | 25 febbraio 2006  | Spacewatch                          |
| 704555 | 2008 RP59                | 4 settembre 2008  | Spacewatch                          |
| 704556 | 2008 RC61                | 29 luglio 2008    | Mount Lemmon Survey                 |
| 704557 | 2008 RW68                | 4 settembre 2008  | Spacewatch                          |
| 704558 | 2008 RN69                | 10 dicembre 2005  | Spacewatch                          |
| 704559 | 2008 RS69                | 5 settembre 2008  | Spacewatch                          |
| 704560 | 2008 RW69                | 5 settembre 2008  | Spacewatch                          |
| 704561 | 2008 RL70                | 5 settembre 2008  | Spacewatch                          |
| 704562 | 2008 RO70                | 6 settembre 2008  | Mount Lemmon Survey                 |
| 704563 | 2008 RN75                | 15 novembre 2003  | Spacewatch                          |
| 704564 | 2008 RB76                | 6 settembre 2008  | Mount Lemmon Survey                 |
| 704565 | 2008 RT77                | 7 settembre 2008  | Mount Lemmon Survey                 |
| 704566 | 2008 RR78                | 8 settembre 2008  | W. Bickel                           |
| 704567 | 2008 RU78                | 8 settembre 2008  | W. Bickel                           |
| 704568 | 2008 RQ83                | 4 settembre 2008  | Spacewatch                          |
| 704569 | 2008 RR83                | 4 settembre 2008  | Spacewatch                          |
| 704570 | 2008 RQ84                | 4 settembre 2008  | Spacewatch                          |
| 704571 | 2008 RM87                | 5 settembre 2008  | Spacewatch                          |
| 704572 | 2008 RB89                | 5 settembre 2008  | Spacewatch                          |
| 704573 | 2008 RZ89                | 8 aprile 2006     | Spacewatch                          |
| 704574 | 2008 RD91                | 6 settembre 2008  | Mount Lemmon Survey                 |
| 704575 | 2008 RV93                | 6 settembre 2008  | Spacewatch                          |
| 704576 | 2008 RS95                | 11 marzo 2007     | Spacewatch                          |
| 704577 | 2008 RA97                | 7 settembre 2008  | Mount Lemmon Survey                 |
| 704578 | 2008 RP99                | 2 settembre 2008  | Spacewatch                          |
| 704579 | 2008 RB101               | 6 settembre 2008  | Spacewatch                          |
| 704580 | 2008 RG102               | 3 settembre 2008  | Spacewatch                          |
| 704581 | 2008 RS103               | 5 settembre 2008  | Spacewatch                          |
| 704582 | 2008 RR104               | 6 settembre 2008  | CSS                                 |
| 704583 | 2008 RV118               | 10 settembre 2008 | Spacewatch                          |
| 704584 | 2008 RZ124               | 30 luglio 2008    | Spacewatch                          |
| 704585 | 2008 RL125               | 7 settembre 2008  | Mount Lemmon Survey                 |
| 704586 | 2008 RF127               | 6 settembre 2008  | Spacewatch                          |
| 704587 | 2008 RZ140               | 10 settembre 2008 | Spacewatch                          |
| 704588 | 2008 RQ148               | 5 settembre 2008  | Spacewatch                          |
| 704589 | 2008 RA149               | 7 settembre 2008  | Mount Lemmon Survey                 |
| 704590 | 2008 RJ149               | 9 settembre 2008  | Mount Lemmon Survey                 |
| 704591 | 2008 RE150               | 4 settembre 2008  | Spacewatch                          |
| 704592 | 2008 RN150               | 8 luglio 2003     | NEAT                                |
| 704593 | 2008 RO150               | 7 settembre 2008  | Mount Lemmon Survey                 |
| 704594 | 2008 RY150               | 9 settembre 2008  | Mount Lemmon Survey                 |
| 704595 | 2008 RP151               | 7 settembre 2008  | Mount Lemmon Survey                 |
| 704596 | 2008 RZ151               | 30 luglio 2008    | Spacewatch                          |
| 704597 | 2008 RC157               | 6 gennaio 2013    | Spacewatch                          |
| 704598 | 2008 RE157               | 7 settembre 2008  | Mount Lemmon Survey                 |
| 704599 | 2008 RN157               | 18 giugno 2013    | Pan-STARRS                          |
| 704600 | 2008 RE158               | 10 maggio 2015    | Mount Lemmon Survey                 |

## 704601–704700
| Nome   | Designazione provvisoria | Data di scoperta  | Scopritore                   |
| ------ | ------------------------ | ----------------- | ---------------------------- |
| 704601 | 2008 RR158               | 4 settembre 2008  | Spacewatch                   |
| 704602 | 2008 RA159               | 8 novembre 2013   | Spacewatch                   |
| 704603 | 2008 RG161               | 7 settembre 2008  | Mount Lemmon Survey          |
| 704604 | 2008 RH161               | 7 settembre 2008  | Mount Lemmon Survey          |
| 704605 | 2008 RL161               | 6 settembre 2008  | Spacewatch                   |
| 704606 | 2008 RW161               | 3 settembre 2008  | Spacewatch                   |
| 704607 | 2008 RX161               | 9 settembre 2008  | Mount Lemmon Survey          |
| 704608 | 2008 RY161               | 3 febbraio 2017   | Pan-STARRS                   |
| 704609 | 2008 RL162               | 2 settembre 2008  | Spacewatch                   |
| 704610 | 2008 RZ165               | 18 marzo 2017     | Mount Lemmon Survey          |
| 704611 | 2008 RB166               | 26 luglio 2017    | Pan-STARRS                   |
| 704612 | 2008 RS166               | 24 novembre 2009  | Mount Lemmon Survey          |
| 704613 | 2008 RK167               | 9 settembre 2008  | Mount Lemmon Survey          |
| 704614 | 2008 RV167               | 4 settembre 2008  | Spacewatch                   |
| 704615 | 2008 RZ168               | 3 settembre 2008  | Spacewatch                   |
| 704616 | 2008 RC169               | 4 settembre 2008  | Spacewatch                   |
| 704617 | 2008 RR169               | 7 settembre 2008  | Mount Lemmon Survey          |
| 704618 | 2008 RY171               | 5 settembre 2008  | Spacewatch                   |
| 704619 | 2008 RL172               | 6 settembre 2008  | Mount Lemmon Survey          |
| 704620 | 2008 RN173               | 3 settembre 2008  | Spacewatch                   |
| 704621 | 2008 RS173               | 6 settembre 2008  | Mount Lemmon Survey          |
| 704622 | 2008 RO175               | 4 settembre 2008  | Spacewatch                   |
| 704623 | 2008 RU175               | 9 settembre 2008  | Mount Lemmon Survey          |
| 704624 | 2008 RN176               | 4 settembre 2008  | Spacewatch                   |
| 704625 | 2008 RH178               | 6 settembre 2008  | Spacewatch                   |
| 704626 | 2008 RH180               | 3 settembre 2008  | Spacewatch                   |
| 704627 | 2008 RM180               | 6 settembre 2008  | Mount Lemmon Survey          |
| 704628 | 2008 RU184               | 5 settembre 2008  | Spacewatch                   |
| 704629 | 2008 RU185               | 3 settembre 2008  | Spacewatch                   |
| 704630 | 2008 SJ7                 | 3 settembre 2008  | Spacewatch                   |
| 704631 | 2008 SV10                | 5 marzo 2006      | Spacewatch                   |
| 704632 | 2008 SM14                | 19 settembre 2008 | Spacewatch                   |
| 704633 | 2008 SH15                | 7 settembre 2008  | Mount Lemmon Survey          |
| 704634 | 2008 SX20                | 9 settembre 2008  | Mount Lemmon Survey          |
| 704635 | 2008 SH22                | 4 settembre 2008  | Spacewatch                   |
| 704636 | 2008 SV25                | 2 marzo 2006      | Spacewatch                   |
| 704637 | 2008 SY32                | 30 luglio 2008    | Spacewatch                   |
| 704638 | 2008 SZ34                | 20 settembre 2008 | Spacewatch                   |
| 704639 | 2008 SC38                | 6 settembre 2008  | Mount Lemmon Survey          |
| 704640 | 2008 SU43                | 30 gennaio 2006   | Spacewatch                   |
| 704641 | 2008 SQ69                | 9 settembre 2008  | Mount Lemmon Survey          |
| 704642 | 2008 SO70                | 22 settembre 2008 | Mount Lemmon Survey          |
| 704643 | 2008 SQ70                | 6 settembre 2008  | Mount Lemmon Survey          |
| 704644 | 2008 SE73                | 22 settembre 2008 | Spacewatch                   |
| 704645 | 2008 SL75                | 23 settembre 2008 | Mount Lemmon Survey          |
| 704646 | 2008 SG77                | 7 novembre 2005   | Osservatorio di Mauna Kea    |
| 704647 | 2008 ST78                | 23 settembre 2008 | Mount Lemmon Survey          |
| 704648 | 2008 SB80                | 23 settembre 2008 | Mount Lemmon Survey          |
| 704649 | 2008 SS81                | 23 settembre 2008 | CSS                          |
| 704650 | 2008 SA85                | 27 settembre 2008 | Mount Lemmon Survey          |
| 704651 | 2008 ST85                | 19 settembre 2008 | Spacewatch                   |
| 704652 | 2008 SZ86                | 20 settembre 2008 | Spacewatch                   |
| 704653 | 2008 ST88                | 2 settembre 2008  | P. Ostafijchuk, Y. Ivaščenko |
| 704654 | 2008 SR109               | 8 luglio 2003     | Spacewatch                   |
| 704655 | 2008 SP113               | 22 settembre 2008 | Mount Lemmon Survey          |
| 704656 | 2008 SE114               | 22 settembre 2008 | Spacewatch                   |
| 704657 | 2008 SG115               | 22 settembre 2008 | Spacewatch                   |
| 704658 | 2008 SP115               | 22 settembre 2008 | Spacewatch                   |
| 704659 | 2008 SU118               | 22 settembre 2008 | Mount Lemmon Survey          |
| 704660 | 2008 SD120               | 22 settembre 2008 | Mount Lemmon Survey          |
| 704661 | 2008 SC126               | 22 settembre 2008 | Mount Lemmon Survey          |
| 704662 | 2008 SV128               | 22 settembre 2008 | Spacewatch                   |
| 704663 | 2008 SQ136               | 23 settembre 2008 | Spacewatch                   |
| 704664 | 2008 SK150               | 1 febbraio 2006   | Spacewatch                   |
| 704665 | 2008 SC155               | 24 settembre 2008 | Mount Lemmon Survey          |
| 704666 | 2008 SS156               | 23 settembre 2008 | Mount Lemmon Survey          |
| 704667 | 2008 SO170               | 24 agosto 2008    | Spacewatch                   |
| 704668 | 2008 SV171               | 5 settembre 2008  | Spacewatch                   |
| 704669 | 2008 SX177               | 23 settembre 2008 | Mount Lemmon Survey          |
| 704670 | 2008 SX179               | 24 settembre 2008 | Spacewatch                   |
| 704671 | 2008 SM183               | 24 settembre 2008 | Spacewatch                   |
| 704672 | 2008 SV183               | 24 settembre 2008 | Spacewatch                   |
| 704673 | 2008 SS185               | 25 settembre 2008 | W. Bickel                    |
| 704674 | 2008 SG186               | 7 settembre 2008  | Mount Lemmon Survey          |
| 704675 | 2008 SV186               | 25 settembre 2008 | Spacewatch                   |
| 704676 | 2008 SD190               | 25 settembre 2008 | Spacewatch                   |
| 704677 | 2008 SG190               | 25 settembre 2008 | Spacewatch                   |
| 704678 | 2008 SV191               | 26 agosto 2002    | NEAT                         |
| 704679 | 2008 SN195               | 25 settembre 2008 | Spacewatch                   |
| 704680 | 2008 SU198               | 26 settembre 2008 | Mount Lemmon Survey          |
| 704681 | 2008 SU200               | 26 settembre 2008 | Spacewatch                   |
| 704682 | 2008 SE203               | 26 settembre 2008 | Spacewatch                   |
| 704683 | 2008 SV204               | 26 settembre 2008 | Spacewatch                   |
| 704684 | 2008 SL207               | 27 settembre 2008 | Mount Lemmon Survey          |
| 704685 | 2008 SU214               | 29 settembre 2008 | Mount Lemmon Survey          |
| 704686 | 2008 SV214               | 6 settembre 2008  | Spacewatch                   |
| 704687 | 2008 SW216               | 29 settembre 2008 | Mount Lemmon Survey          |
| 704688 | 2008 SM217               | 29 settembre 2008 | Mount Lemmon Survey          |
| 704689 | 2008 SB223               | 25 settembre 2008 | Mount Lemmon Survey          |
| 704690 | 2008 SN224               | 26 settembre 2008 | Spacewatch                   |
| 704691 | 2008 SO227               | 28 settembre 2008 | Mount Lemmon Survey          |
| 704692 | 2008 SB229               | 5 settembre 2008  | Spacewatch                   |
| 704693 | 2008 SU229               | 28 settembre 2008 | Mount Lemmon Survey          |
| 704694 | 2008 SN232               | 28 settembre 2008 | Mount Lemmon Survey          |
| 704695 | 2008 SG239               | 29 settembre 2008 | Mount Lemmon Survey          |
| 704696 | 2008 SB243               | 29 settembre 2008 | Spacewatch                   |
| 704697 | 2008 SD247               | 21 febbraio 2017  | Pan-STARRS                   |
| 704698 | 2008 SV261               | 24 settembre 2008 | Spacewatch                   |
| 704699 | 2008 SR263               | 24 settembre 2008 | CSS                          |
| 704700 | 2008 SS264               | 25 settembre 2008 | Spacewatch                   |

## 704701–704800
| Nome   | Designazione provvisoria | Data di scoperta  | Scopritore          |
| ------ | ------------------------ | ----------------- | ------------------- |
| 704701 | 2008 SB270               | 23 settembre 2008 | Spacewatch          |
| 704702 | 2008 SH275               | 23 settembre 2008 | Spacewatch          |
| 704703 | 2008 SF278               | 29 settembre 2008 | CSS                 |
| 704704 | 2008 SE293               | 24 settembre 2008 | Mount Lemmon Survey |
| 704705 | 2008 SK296               | 25 dicembre 2005  | Spacewatch          |
| 704706 | 2008 SD301               | 23 settembre 2008 | CSS                 |
| 704707 | 2008 SS304               | 24 settembre 2008 | Spacewatch          |
| 704708 | 2008 SR305               | 27 settembre 2008 | Mount Lemmon Survey |
| 704709 | 2008 SM306               | 28 settembre 2008 | Mount Lemmon Survey |
| 704710 | 2008 SR307               | 29 settembre 2008 | Mount Lemmon Survey |
| 704711 | 2008 ST313               | 6 maggio 2006     | Mount Lemmon Survey |
| 704712 | 2008 SX313               | 28 settembre 2008 | Mount Lemmon Survey |
| 704713 | 2008 SJ314               | 23 settembre 2008 | Spacewatch          |
| 704714 | 2008 SM314               | 25 settembre 2008 | Spacewatch          |
| 704715 | 2008 SX314               | 24 settembre 2008 | Mount Lemmon Survey |
| 704716 | 2008 SN315               | 4 settembre 2008  | Spacewatch          |
| 704717 | 2008 SS315               | 29 febbraio 2012  | Mount Lemmon Survey |
| 704718 | 2008 SX316               | 17 marzo 2010     | Spacewatch          |
| 704719 | 2008 SX317               | 14 luglio 2013    | Pan-STARRS          |
| 704720 | 2008 SK318               | 30 marzo 2012     | Spacewatch          |
| 704721 | 2008 SN318               | 9 novembre 2009   | Mount Lemmon Survey |
| 704722 | 2008 SQ318               | 24 settembre 2008 | Spacewatch          |
| 704723 | 2008 SX318               | 14 gennaio 2011   | Spacewatch          |
| 704724 | 2008 SL319               | 19 settembre 2014 | Pan-STARRS          |
| 704725 | 2008 SO319               | 8 marzo 2011      | Mount Lemmon Survey |
| 704726 | 2008 SO320               | 22 settembre 2008 | Spacewatch          |
| 704727 | 2008 SX320               | 4 settembre 2013  | Mount Lemmon Survey |
| 704728 | 2008 SA322               | 15 maggio 2012    | Pan-STARRS          |
| 704729 | 2008 SR323               | 24 settembre 2008 | Mount Lemmon Survey |
| 704730 | 2008 SA324               | 26 ottobre 2013   | Mount Lemmon Survey |
| 704731 | 2008 SG324               | 21 settembre 2008 | Spacewatch          |
| 704732 | 2008 SL324               | 23 settembre 2008 | Spacewatch          |
| 704733 | 2008 SP324               | 23 settembre 2008 | Mount Lemmon Survey |
| 704734 | 2008 SR324               | 26 novembre 2014  | Mount Lemmon Survey |
| 704735 | 2008 SA325               | 2 agosto 2016     | Pan-STARRS          |
| 704736 | 2008 SC325               | 23 settembre 2008 | Mount Lemmon Survey |
| 704737 | 2008 SJ325               | 29 settembre 2008 | Mount Lemmon Survey |
| 704738 | 2008 SQ325               | 17 ottobre 2014   | Mount Lemmon Survey |
| 704739 | 2008 SS325               | 24 settembre 2008 | Spacewatch          |
| 704740 | 2008 SV325               | 7 agosto 2008     | Spacewatch          |
| 704741 | 2008 SX325               | 8 ottobre 2012    | Spacewatch          |
| 704742 | 2008 SZ325               | 16 novembre 2003  | Spacewatch          |
| 704743 | 2008 SY326               | 15 aprile 2012    | Pan-STARRS          |
| 704744 | 2008 SZ326               | 25 settembre 2008 | Spacewatch          |
| 704745 | 2008 SS327               | 23 settembre 2008 | Spacewatch          |
| 704746 | 2008 SX327               | 29 settembre 2008 | Mount Lemmon Survey |
| 704747 | 2008 SJ329               | 8 febbraio 2011   | Mount Lemmon Survey |
| 704748 | 2008 SN329               | 23 settembre 2008 | Spacewatch          |
| 704749 | 2008 SY331               | 12 ottobre 2014   | Mount Lemmon Survey |
| 704750 | 2008 SB332               | 24 settembre 2008 | Mount Lemmon Survey |
| 704751 | 2008 SM332               | 15 gennaio 2018   | Pan-STARRS          |
| 704752 | 2008 ST332               | 28 febbraio 2012  | Pan-STARRS          |
| 704753 | 2008 SY332               | 11 luglio 2018    | Pan-STARRS          |
| 704754 | 2008 SC334               | 28 novembre 2013  | Mount Lemmon Survey |
| 704755 | 2008 SW334               | 22 settembre 2008 | Spacewatch          |
| 704756 | 2008 SP335               | 10 gennaio 2016   | Pan-STARRS          |
| 704757 | 2008 SG336               | 23 settembre 2008 | Mount Lemmon Survey |
| 704758 | 2008 SG342               | 24 settembre 2008 | Spacewatch          |
| 704759 | 2008 SR342               | 25 settembre 2008 | Spacewatch          |
| 704760 | 2008 ST344               | 23 settembre 2008 | Mount Lemmon Survey |
| 704761 | 2008 SP345               | 5 settembre 2000  | SDSS Collaboration  |
| 704762 | 2008 SS345               | 23 settembre 2008 | Spacewatch          |
| 704763 | 2008 SY345               | 27 settembre 2008 | Mount Lemmon Survey |
| 704764 | 2008 SL349               | 29 settembre 2008 | Mount Lemmon Survey |
| 704765 | 2008 SL350               | 26 settembre 2008 | Mount Lemmon Survey |
| 704766 | 2008 SX354               | 25 settembre 2008 | Spacewatch          |
| 704767 | 2008 SG357               | 28 settembre 2008 | CSS                 |
| 704768 | 2008 SU357               | 28 settembre 2008 | Mount Lemmon Survey |
| 704769 | 2008 SR358               | 21 settembre 2008 | Mount Lemmon Survey |
| 704770 | 2008 SU361               | 19 settembre 2008 | Spacewatch          |
| 704771 | 2008 SF362               | 23 settembre 2008 | Spacewatch          |
| 704772 | 2008 TE9                 | 7 ottobre 2008    | R. Apitzsch         |
| 704773 | 2008 TQ11                | 7 settembre 2008  | Mount Lemmon Survey |
| 704774 | 2008 TR12                | 1 ottobre 2008    | Mount Lemmon Survey |
| 704775 | 2008 TY12                | 1 ottobre 2008    | Mount Lemmon Survey |
| 704776 | 2008 TV15                | 5 settembre 2008  | Spacewatch          |
| 704777 | 2008 TK23                | 7 settembre 2008  | Mount Lemmon Survey |
| 704778 | 2008 TK28                | 5 settembre 2008  | Spacewatch          |
| 704779 | 2008 TK32                | 20 settembre 2008 | Spacewatch          |
| 704780 | 2008 TX32                | 1 ottobre 2008    | Spacewatch          |
| 704781 | 2008 TR35                | 10 settembre 2008 | Spacewatch          |
| 704782 | 2008 TY37                | 10 settembre 2008 | Spacewatch          |
| 704783 | 2008 TY39                | 1 ottobre 2008    | Mount Lemmon Survey |
| 704784 | 2008 TO40                | 1 ottobre 2008    | Mount Lemmon Survey |
| 704785 | 2008 TE42                | 1 ottobre 2008    | Mount Lemmon Survey |
| 704786 | 2008 TH42                | 1 ottobre 2008    | Mount Lemmon Survey |
| 704787 | 2008 TF43                | 1 ottobre 2008    | Mount Lemmon Survey |
| 704788 | 2008 TO43                | 1 ottobre 2008    | Mount Lemmon Survey |
| 704789 | 2008 TW46                | 1 ottobre 2008    | Spacewatch          |
| 704790 | 2008 TN48                | 29 luglio 2008    | Spacewatch          |
| 704791 | 2008 TT51                | 20 settembre 2008 | Spacewatch          |
| 704792 | 2008 TC56                | 9 settembre 2008  | Mount Lemmon Survey |
| 704793 | 2008 TD58                | 20 settembre 2008 | Spacewatch          |
| 704794 | 2008 TY59                | 20 settembre 2008 | Spacewatch          |
| 704795 | 2008 TP68                | 23 settembre 2008 | Spacewatch          |
| 704796 | 2008 TE72                | 2 ottobre 2008    | Spacewatch          |
| 704797 | 2008 TN73                | 2 ottobre 2008    | Spacewatch          |
| 704798 | 2008 TD76                | 2 ottobre 2008    | Mount Lemmon Survey |
| 704799 | 2008 TW77                | 3 settembre 2008  | Spacewatch          |
| 704800 | 2008 TZ77                | 2 ottobre 2008    | Mount Lemmon Survey |

## 704801–704900
| Nome   | Designazione provvisoria | Data di scoperta  | Scopritore                          |
| ------ | ------------------------ | ----------------- | ----------------------------------- |
| 704801 | 2008 TU78                | 10 marzo 2005     | Mount Lemmon Survey                 |
| 704802 | 2008 TG82                | 24 agosto 2008    | Spacewatch                          |
| 704803 | 2008 TC86                | 10 settembre 2008 | Spacewatch                          |
| 704804 | 2008 TJ97                | 4 settembre 2008  | Spacewatch                          |
| 704805 | 2008 TZ99                | 24 settembre 2008 | Spacewatch                          |
| 704806 | 2008 TM109               | 6 ottobre 2008    | Mount Lemmon Survey                 |
| 704807 | 2008 TL110               | 23 settembre 2008 | Spacewatch                          |
| 704808 | 2008 TR112               | 23 settembre 2008 | Spacewatch                          |
| 704809 | 2008 TG113               | 23 settembre 2008 | Spacewatch                          |
| 704810 | 2008 TX115               | 6 ottobre 2008    | CSS                                 |
| 704811 | 2008 TM124               | 8 ottobre 2008    | Mount Lemmon Survey                 |
| 704812 | 2008 TC127               | 23 settembre 2008 | Spacewatch                          |
| 704813 | 2008 TR133               | 23 settembre 2008 | Mount Lemmon Survey                 |
| 704814 | 2008 TV134               | 22 settembre 2008 | Spacewatch                          |
| 704815 | 2008 TE137               | 1 ottobre 2008    | Spacewatch                          |
| 704816 | 2008 TW137               | 8 ottobre 2008    | Spacewatch                          |
| 704817 | 2008 TW139               | 23 settembre 2008 | Spacewatch                          |
| 704818 | 2008 TZ144               | 9 ottobre 2008    | Mount Lemmon Survey                 |
| 704819 | 2008 TZ146               | 20 settembre 2008 | Mount Lemmon Survey                 |
| 704820 | 2008 TW154               | 9 ottobre 2008    | Mount Lemmon Survey                 |
| 704821 | 2008 TJ155               | 9 ottobre 2008    | Mount Lemmon Survey                 |
| 704822 | 2008 TG157               | 4 ottobre 2008    | A. Sergeyev                         |
| 704823 | 2008 TM158               | 6 ottobre 2008    | Farra d'Isonzo                      |
| 704824 | 2008 TX158               | 24 agosto 2008    | Spacewatch                          |
| 704825 | 2008 TJ161               | 2 ottobre 2008    | Spacewatch                          |
| 704826 | 2008 TS169               | 7 ottobre 2008    | Spacewatch                          |
| 704827 | 2008 TQ173               | 1 ottobre 2008    | Mount Lemmon Survey                 |
| 704828 | 2008 TE189               | 10 ottobre 2008   | Spacewatch                          |
| 704829 | 2008 TR192               | 6 ottobre 2008    | Mount Lemmon Survey                 |
| 704830 | 2008 TP193               | 10 ottobre 2008   | CSS                                 |
| 704831 | 2008 TR193               | 6 ottobre 2008    | Mount Lemmon Survey                 |
| 704832 | 2008 TG194               | 21 maggio 2015    | Pan-STARRS                          |
| 704833 | 2008 TT194               | 24 settembre 1995 | Spacewatch                          |
| 704834 | 2008 TF195               | 12 agosto 2013    | Pan-STARRS                          |
| 704835 | 2008 TH195               | 21 maggio 2015    | Pan-STARRS                          |
| 704836 | 2008 TU195               | 2 ottobre 2008    | Mount Lemmon Survey                 |
| 704837 | 2008 TV195               | 2 ottobre 2008    | Spacewatch                          |
| 704838 | 2008 TX195               | 7 ottobre 2008    | Mount Lemmon Survey                 |
| 704839 | 2008 TO196               | 8 ottobre 2008    | Spacewatch                          |
| 704840 | 2008 TB197               | 8 ottobre 2008    | Spacewatch                          |
| 704841 | 2008 TE197               | 25 febbraio 2011  | Mount Lemmon Survey                 |
| 704842 | 2008 TL197               | 10 ottobre 2008   | Mount Lemmon Survey                 |
| 704843 | 2008 TN197               | 10 ottobre 2008   | Mount Lemmon Survey                 |
| 704844 | 2008 TE198               | 8 ottobre 2008    | Mount Lemmon Survey                 |
| 704845 | 2008 TJ198               | 9 agosto 2013     | Pan-STARRS                          |
| 704846 | 2008 TO198               | 20 gennaio 2012   | Pan-STARRS                          |
| 704847 | 2008 TZ198               | 1 ottobre 2008    | Spacewatch                          |
| 704848 | 2008 TB200               | 8 ottobre 2008    | Mount Lemmon Survey                 |
| 704849 | 2008 TX203               | 8 ottobre 2008    | Mount Lemmon Survey                 |
| 704850 | 2008 TJ204               | 2 ottobre 2008    | Spacewatch                          |
| 704851 | 2008 TL205               | 4 marzo 2017      | Pan-STARRS                          |
| 704852 | 2008 TM205               | 1 ottobre 2008    | Mount Lemmon Survey                 |
| 704853 | 2008 TL206               | 6 ottobre 2008    | Mount Lemmon Survey                 |
| 704854 | 2008 TS206               | 9 ottobre 2008    | Mount Lemmon Survey                 |
| 704855 | 2008 TV206               | 10 ottobre 2008   | Mount Lemmon Survey                 |
| 704856 | 2008 TG208               | 24 ottobre 2014   | Mount Lemmon Survey                 |
| 704857 | 2008 TP208               | 24 settembre 2012 | Spacewatch                          |
| 704858 | 2008 TM212               | 24 marzo 2012     | Mount Lemmon Survey                 |
| 704859 | 2008 TN212               | 10 ottobre 2008   | Mount Lemmon Survey                 |
| 704860 | 2008 TO212               | 4 gennaio 2016    | Pan-STARRS                          |
| 704861 | 2008 TC213               | 28 settembre 2008 | Mount Lemmon Survey                 |
| 704862 | 2008 TD213               | 26 febbraio 2011  | Mount Lemmon Survey                 |
| 704863 | 2008 TU213               | 7 ottobre 2008    | Mount Lemmon Survey                 |
| 704864 | 2008 TQ216               | 6 ottobre 2008    | Mount Lemmon Survey                 |
| 704865 | 2008 TT216               | 9 ottobre 2008    | Mount Lemmon Survey                 |
| 704866 | 2008 TY216               | 6 ottobre 2008    | Mount Lemmon Survey                 |
| 704867 | 2008 TA218               | 8 ottobre 2008    | Mount Lemmon Survey                 |
| 704868 | 2008 TE218               | 5 ottobre 2008    | Osservatorio astronomico di Maiorca |
| 704869 | 2008 TG219               | 8 ottobre 2008    | Mount Lemmon Survey                 |
| 704870 | 2008 TR220               | 2 ottobre 2008    | Mount Lemmon Survey                 |
| 704871 | 2008 TG222               | 8 ottobre 2008    | Mount Lemmon Survey                 |
| 704872 | 2008 TW222               | 2 ottobre 2008    | Mount Lemmon Survey                 |
| 704873 | 2008 TX222               | 10 ottobre 2008   | Mount Lemmon Survey                 |
| 704874 | 2008 TF224               | 10 ottobre 2008   | Spacewatch                          |
| 704875 | 2008 TM224               | 9 ottobre 2008    | Mount Lemmon Survey                 |
| 704876 | 2008 TF225               | 1 ottobre 2008    | Mount Lemmon Survey                 |
| 704877 | 2008 TZ225               | 9 ottobre 2008    | Mount Lemmon Survey                 |
| 704878 | 2008 TG226               | 9 ottobre 2008    | Mount Lemmon Survey                 |
| 704879 | 2008 TA230               | 3 ottobre 2008    | Mount Lemmon Survey                 |
| 704880 | 2008 TC230               | 7 ottobre 2008    | Mount Lemmon Survey                 |
| 704881 | 2008 TD232               | 1 ottobre 2008    | Spacewatch                          |
| 704882 | 2008 TR233               | 7 ottobre 2008    | Mount Lemmon Survey                 |
| 704883 | 2008 TR234               | 1 ottobre 2008    | Mount Lemmon Survey                 |
| 704884 | 2008 TW235               | 1 ottobre 2008    | Spacewatch                          |
| 704885 | 2008 TL237               | 1 ottobre 2008    | Mount Lemmon Survey                 |
| 704886 | 2008 TU239               | 1 ottobre 2008    | Mount Lemmon Survey                 |
| 704887 | 2008 TV240               | 1 ottobre 2008    | Mount Lemmon Survey                 |
| 704888 | 2008 UD2                 | 8 ottobre 2008    | Mount Lemmon Survey                 |
| 704889 | 2008 UY5                 | 26 ottobre 2008   | Spacewatch                          |
| 704890 | 2008 UX11                | 24 settembre 2008 | Spacewatch                          |
| 704891 | 2008 UV12                | 23 settembre 2008 | Spacewatch                          |
| 704892 | 2008 UW13                | 17 ottobre 2008   | Spacewatch                          |
| 704893 | 2008 UH17                | 24 settembre 2008 | Spacewatch                          |
| 704894 | 2008 UO23                | 23 settembre 2008 | Mount Lemmon Survey                 |
| 704895 | 2008 UM25                | 9 gennaio 2006    | Spacewatch                          |
| 704896 | 2008 UG37                | 20 ottobre 2008   | Spacewatch                          |
| 704897 | 2008 US42                | 20 ottobre 2008   | Spacewatch                          |
| 704898 | 2008 UN47                | 24 settembre 2008 | Mount Lemmon Survey                 |
| 704899 | 2008 UE48                | 1 maggio 2006     | Spacewatch                          |
| 704900 | 2008 UK49                | 11 giugno 2004    | NEAT                                |

## 704901–705000
| Nome   | Designazione provvisoria | Data di scoperta  | Scopritore          |
| ------ | ------------------------ | ----------------- | ------------------- |
| 704901 | 2008 UD54                | 24 settembre 2008 | Mount Lemmon Survey |
| 704902 | 2008 UB56                | 10 ottobre 2008   | Mount Lemmon Survey |
| 704903 | 2008 UF56                | 2 settembre 2008  | Spacewatch          |
| 704904 | 2008 UG59                | 23 settembre 2008 | Spacewatch          |
| 704905 | 2008 UK59                | 21 ottobre 2008   | Mount Lemmon Survey |
| 704906 | 2008 UU67                | 21 ottobre 2008   | Mount Lemmon Survey |
| 704907 | 2008 UJ70                | 21 ottobre 2008   | Spacewatch          |
| 704908 | 2008 UN77                | 21 ottobre 2008   | Spacewatch          |
| 704909 | 2008 UF79                | 3 ottobre 2008    | Mount Lemmon Survey |
| 704910 | 2008 UM80                | 22 ottobre 2008   | Spacewatch          |
| 704911 | 2008 UG81                | 6 settembre 2008  | Mount Lemmon Survey |
| 704912 | 2008 UG103               | 20 ottobre 2008   | Spacewatch          |
| 704913 | 2008 UM105               | 20 ottobre 2008   | Mount Lemmon Survey |
| 704914 | 2008 UO106               | 4 settembre 2008  | Spacewatch          |
| 704915 | 2008 UL109               | 20 settembre 2008 | Mount Lemmon Survey |
| 704916 | 2008 UK115               | 22 ottobre 2008   | Spacewatch          |
| 704917 | 2008 UZ118               | 25 settembre 2008 | Mount Lemmon Survey |
| 704918 | 2008 UE120               | 22 ottobre 2008   | Spacewatch          |
| 704919 | 2008 UW121               | 22 ottobre 2008   | Spacewatch          |
| 704920 | 2008 UY121               | 22 ottobre 2008   | Spacewatch          |
| 704921 | 2008 UZ123               | 6 ottobre 2008    | Mount Lemmon Survey |
| 704922 | 2008 UY125               | 22 ottobre 2008   | Spacewatch          |
| 704923 | 2008 UC129               | 9 ottobre 2008    | Spacewatch          |
| 704924 | 2008 UQ131               | 9 settembre 2008  | Mount Lemmon Survey |
| 704925 | 2008 UJ134               | 23 ottobre 2008   | Spacewatch          |
| 704926 | 2008 UM137               | 23 ottobre 2008   | Spacewatch          |
| 704927 | 2008 UQ142               | 23 ottobre 2008   | Spacewatch          |
| 704928 | 2008 UV142               | 23 ottobre 2008   | Spacewatch          |
| 704929 | 2008 UR143               | 17 dicembre 2003  | Spacewatch          |
| 704930 | 2008 UU151               | 23 ottobre 2008   | Mount Lemmon Survey |
| 704931 | 2008 UV152               | 23 settembre 2008 | Spacewatch          |
| 704932 | 2008 UJ153               | 23 ottobre 2008   | Mount Lemmon Survey |
| 704933 | 2008 UK153               | 23 ottobre 2008   | Mount Lemmon Survey |
| 704934 | 2008 UO153               | 23 ottobre 2008   | Mount Lemmon Survey |
| 704935 | 2008 UU154               | 23 ottobre 2008   | Mount Lemmon Survey |
| 704936 | 2008 UZ161               | 26 maggio 2006    | Mount Lemmon Survey |
| 704937 | 2008 UJ167               | 24 ottobre 2008   | Spacewatch          |
| 704938 | 2008 UZ174               | 24 ottobre 2008   | Spacewatch          |
| 704939 | 2008 UU176               | 24 ottobre 2008   | Mount Lemmon Survey |
| 704940 | 2008 UW179               | 20 ottobre 2008   | Spacewatch          |
| 704941 | 2008 UR183               | 24 ottobre 2008   | Mount Lemmon Survey |
| 704942 | 2008 UD184               | 29 settembre 2008 | Spacewatch          |
| 704943 | 2008 UV188               | 25 ottobre 2008   | Spacewatch          |
| 704944 | 2008 UQ191               | 23 settembre 2008 | Spacewatch          |
| 704945 | 2008 UO206               | 22 ottobre 2008   | Spacewatch          |
| 704946 | 2008 UF207               | 23 ottobre 2008   | Spacewatch          |
| 704947 | 2008 UH212               | 10 ottobre 2008   | Mount Lemmon Survey |
| 704948 | 2008 UR212               | 24 ottobre 2008   | Spacewatch          |
| 704949 | 2008 UK220               | 25 ottobre 2008   | Spacewatch          |
| 704950 | 2008 UB224               | 25 ottobre 2008   | Spacewatch          |
| 704951 | 2008 UK224               | 25 ottobre 2008   | Spacewatch          |
| 704952 | 2008 UW225               | 9 luglio 2004     | NEAT                |
| 704953 | 2008 UA226               | 6 ottobre 2008    | CSS                 |
| 704954 | 2008 UP232               | 26 ottobre 2008   | Spacewatch          |
| 704955 | 2008 UO233               | 26 ottobre 2008   | Spacewatch          |
| 704956 | 2008 UY233               | 3 ottobre 2008    | Spacewatch          |
| 704957 | 2008 UD234               | 26 ottobre 2008   | Mount Lemmon Survey |
| 704958 | 2008 UQ234               | 26 ottobre 2008   | Spacewatch          |
| 704959 | 2008 UY235               | 26 ottobre 2008   | Mount Lemmon Survey |
| 704960 | 2008 UZ239               | 26 ottobre 2008   | Spacewatch          |
| 704961 | 2008 UA241               | 26 ottobre 2008   | Spacewatch          |
| 704962 | 2008 UK241               | 26 ottobre 2008   | Spacewatch          |
| 704963 | 2008 UE242               | 22 ottobre 2008   | Spacewatch          |
| 704964 | 2008 UB243               | 26 ottobre 2008   | Spacewatch          |
| 704965 | 2008 UV245               | 21 ottobre 2008   | Mount Lemmon Survey |
| 704966 | 2008 UV246               | 26 ottobre 2008   | Mount Lemmon Survey |
| 704967 | 2008 UZ250               | 22 settembre 2008 | Mount Lemmon Survey |
| 704968 | 2008 UC253               | 27 ottobre 2008   | Mount Lemmon Survey |
| 704969 | 2008 UK253               | 27 ottobre 2008   | Spacewatch          |
| 704970 | 2008 UR255               | 27 ottobre 2008   | Spacewatch          |
| 704971 | 2008 UN256               | 27 ottobre 2008   | Spacewatch          |
| 704972 | 2008 UK258               | 27 ottobre 2008   | Spacewatch          |
| 704973 | 2008 UM258               | 27 ottobre 2008   | Spacewatch          |
| 704974 | 2008 UN260               | 6 settembre 2008  | Mount Lemmon Survey |
| 704975 | 2008 UP260               | 7 ottobre 2008    | Mount Lemmon Survey |
| 704976 | 2008 UD261               | 6 settembre 2008  | Mount Lemmon Survey |
| 704977 | 2008 UV262               | 27 ottobre 2008   | Mount Lemmon Survey |
| 704978 | 2008 UU264               | 9 ottobre 2008    | Spacewatch          |
| 704979 | 2008 UB265               | 28 ottobre 2008   | Spacewatch          |
| 704980 | 2008 UQ269               | 28 ottobre 2008   | Spacewatch          |
| 704981 | 2008 UQ272               | 28 ottobre 2008   | Mount Lemmon Survey |
| 704982 | 2008 UR273               | 28 ottobre 2008   | Spacewatch          |
| 704983 | 2008 UL278               | 7 ottobre 2008    | Spacewatch          |
| 704984 | 2008 UN278               | 14 gennaio 1994   | Spacewatch          |
| 704985 | 2008 UE281               | 28 ottobre 2008   | Mount Lemmon Survey |
| 704986 | 2008 UY289               | 28 ottobre 2008   | Spacewatch          |
| 704987 | 2008 UN291               | 23 settembre 2008 | Mount Lemmon Survey |
| 704988 | 2008 UW292               | 29 settembre 2008 | Mount Lemmon Survey |
| 704989 | 2008 UN297               | 29 ottobre 2008   | Spacewatch          |
| 704990 | 2008 UO297               | 29 ottobre 2008   | Spacewatch          |
| 704991 | 2008 UR299               | 21 ottobre 2008   | Spacewatch          |
| 704992 | 2008 UJ300               | 5 settembre 2008  | Spacewatch          |
| 704993 | 2008 UL301               | 29 ottobre 2008   | Spacewatch          |
| 704994 | 2008 UK303               | 9 ottobre 2008    | Spacewatch          |
| 704995 | 2008 UZ304               | 29 ottobre 2008   | Mount Lemmon Survey |
| 704996 | 2008 UH311               | 30 settembre 2008 | CSS                 |
| 704997 | 2008 UQ311               | 30 ottobre 2008   | Spacewatch          |
| 704998 | 2008 UF312               | 28 settembre 2008 | Mount Lemmon Survey |
| 704999 | 2008 US312               | 21 ottobre 2008   | Spacewatch          |
| 705000 | 2008 UX317               | 10 ottobre 2008   | Mount Lemmon Survey |